# Loxosoma song
Loxosoma song är en bägardjursart som beskrevs av Nielsen 1996. Loxosoma song ingår i släktet Loxosoma och familjen Loxosomatidae. Inga underarter finns listade i Catalogue of Life.